# Liste der Nummer-eins-Hits in Deutschland (1978)
Diese Liste enthält alle Nummer-eins-Hits in Deutschland im Jahr 1978. Es gab in diesem Jahr elf Nummer-eins-Singles und neun Nummer-eins-Alben. Die am 1. Mai 1978 edierten Album-Charts Listen sind die ersten der Firma Media Control.
| Singles | Alben |
| --- | --- |
| - Santa Esmeralda starring Leroy Gomez: Don’t Let Me Be Misunderstood - 8 Wochen (21. November 1977 – 15. Januar 1978) - Wings: Mull of Kintyre - 10 Wochen (16. Januar – 26. März) - Vader Abraham – Das Lied der Schlümpfe - 4 Wochen (27. März – 23. April) - Boney M.: Rivers of Babylon / Brown Girl in the Ring - 16 Wochen (24. April – 13. August, insgesamt 17 Wochen) - John Travolta & Olivia Newton-John – You’re the One That I Want - 1 Woche (14. August – 20. August, insgesamt 6 Wochen) - Boney M.: Rivers of Babylon - 1 Woche (21. August – 27. August, insgesamt 17 Wochen) - John Travolta & Olivia Newton-John: You're the One That I Want - 2 Wochen (28. August – 10. September, insgesamt 6 Wochen) - Marshall Hain: Dancing in the City - 1 Woche (11. September – 17. September) - John Travolta & Olivia Newton-John: You're the One That I Want - 3 Wochen (18. September – 8. Oktober, insgesamt 6 Wochen) - Boney M.: Rasputin - 1 Woche (9. Oktober – 15. Oktober) - Smokie: Mexican Girl - 1 Woche (16. Oktober – 22. Oktober) - Clout: Substitute - 3 Wochen (23. Oktober – 12. November) - Luv’: You're the Greatest Lover - 4 Wochen (13. November – 10. Dezember) - Village People: Y.M.C.A. - 4 Wochen (11. Dezember 1978 – 7. Januar 1979, insgesamt 11 Wochen; → 1979) | - Orchester Anthony Ventura – 20 Traum Melodien - 1 Monat (1. Januar – 31. Januar) - Santa Esmeralda starring Leroy Gomez – Santa Esmeralda - ½ Monat (1. Februar – 14. Februar, insgesamt 8 Wochen; → 1977) - Kompilation (k-tel) – Disco Fire - 1 Monat (15. Februar – 14. März) - Buddy Holly – Seine 20 größten Hits - 1 Monat (15. März – 14. April) - Udo Jürgens & die Fußball-Nationalmannschaft ’78 – Buenos dias Argentina - 1 Monat (15. April – 14. Mai) - Saturday Night Fever: The Original Movie Sound Track - 2½ Monate (15. Mai – 31. Juli) - Boney M. – Nightflight to Venus - 1 Monat (1. August – 31. August, insgesamt 11 Wochen) \| Info \| \| ---------------------------------------------------------------------------------------------------------------------------------------------------------------------------------------------------------------------------------------------------------------------------------------------- \| \| Am 4. September 1978 fand eine Änderung hinsichtlich des Zeitraumes der Chartveröffentlichungen statt. Die Charts werden nun wöchentlich und nicht nur halbmonatlich am 1. und 15. eines Monats veröffentlicht. Im Zeitraum vom 1. bis zum 3. September gibt es keine offizielle Chartausgabe. \| - Boney M. – Nightflight to Venus - 7 Wochen (4. September – 22. Oktober, insgesamt 11 Wochen) - Grease: The Original Soundtrack from the Motion Picture (Soundtrack) - 5 Wochen (23. Oktober – 26. November, insgesamt 11 Wochen; → 1980) - Orchester Billy Vaughn – Moonlight Melodies - 3 Wochen (27. November – 17. Dezember, insgesamt 4 Wochen) - Grease: The Original Soundtrack from the Motion Picture (Soundtrack) - 1 Woche (18. Dezember – 24. Dezember, insgesamt 11 Wochen; → 1980) - Orchester Billy Vaughn – Moonlight Melodies - 1 Woche (25. Dezember – 31. Dezember, insgesamt 4 Wochen) |
| Info | |
| Am 4. September 1978 fand eine Änderung hinsichtlich des Zeitraumes der Chartveröffentlichungen statt. Die Charts werden nun wöchentlich und nicht nur halbmonatlich am 1. und 15. eines Monats veröffentlicht. Im Zeitraum vom 1. bis zum 3. September gibt es keine offizielle Chartausgabe. | |

## Jahrescharts
| Singles | Alben |
| --- | --- |
| 1. Vader Abraham – Das Lied der Schlümpfe 2. Boney M. – Rivers of Babylon 3. Wings – Mull of Kintyre 4. John Travolta & Olivia Newton-John – You’re the One That I Want 5. Bee Gees – Stayin’ Alive 6. Amanda Lear – Follow Me 7. Bee Gees – Night Fever 8. Gerry Rafferty – Baker Street 9. Wishful Thinking – Hiroshima 10. Eruption feat. Precious Wilson – I Can’t Stand the Rain 11. Andrea Jürgens – … und dabei liebe ich euch beide 12. Gitti und Erika – Heidi 13. ABBA – Take a Chance on Me 14. John Paul Young – Love Is in the Air 15. La Bionda – One For You, One For Me 16. Plastic Bertrand – Ça Plane Pour Moi 17. Luisa Fernandez – Lay love on you 18. Genesis – Follow You, Follow Me 19. Queen – We Are the Champions 20. Bonnie Tyler – It’s a Heartache 21. Howard Carpendale – Ti Amo 22. Smokie – Oh Carol 23. Uriah Heep – Free Me 24. Suzi Quatro – If You Can’t Give Me Love 25. Dee D. Jackson – Automatic Lover 26. Andrea Jürgens – Ich zeige dir mein Paradies 27. Uriah Heep – Lady in Black 28. Udo Jürgens und die Fußball-Nationalmannschaft – Buenos días, Argentina 29. Marshall Hain – Dancing In The City 30. Status Quo – Rockin’ All over the World | 1. Saturday Night Fever: The Original Movie Sound Track 2. Pink Floyd – Wish You Were Here 3. Manfred Mann’s Earth Band – Watch 4. Genesis – … And Then There Were Three … 5. ABBA – The Album 6. The Alan Parsons Project – Tales of Mystery and Imagination 7. Boney M. – Nightflight to Venus 8. The Alan Parsons Project – Pyramid 9. Supertramp – Crime of the Century 10. The Alan Parsons Project – I Robot |